# Holla Holla
"Holla Holla" é o single de estreia do rapper americano Ja Rule do seu primeiro álbum de estúdio Venni Vetti Vecci. Foi produzido por Irv Gotti e Tyrone Fyffe. O video clipe foi dirigido por Hype Williams e Irv Gotti.
Um remix também foi feito com a participação de Jay-Z, Vita, Caddillac Tah, Black Child, Memphis Bleek e Busta Rhymes, o último viria a entrar em uma rixa com Ja Rule.

## Lista de faixas
1. "Holla Holla" (Street Version)
2. "Holla Holla" (Instrumental)
3. "BJ Skit"
4. "It's Murda" (Street Version)
5. "It's Murda" (Instrumental)
6. "Kill 'Em All" (Street Version)

## Paradas
| Parada (1999)                                | Melhor posição |
| -------------------------------------------- | -------------- |
| Estados Unidos (Billboard Hot 100)           | 35             |
| Estados Unidos (Billboard R&B/Hip-Hop Songs) | 11             |
| Estados Unidos (Billboard Hot Rap Songs)     | 2              |

## Créditos
- Taiwan Green – produtor
- Irv Gotti – produtor, mixagem
- Ken Ifill – mixagem
- Ja Rule – vocais, rap
- Patrick Viala – engenharia